# Mùa đông núi lửa
Mùa đông núi lửa là sự giảm nhiệt độ toàn cầu gây ra bởi tro núi lửa và những giọt axit sulfuric làm che khuất ánh nắng mặt trời và tăng cao độ phản xạ của trái đất (tăng sự phản chiếu của bức xạ mặt trời), diễn ra sau một vụ phun trào núi lửa lớn.
Hiệu ứng làm mát dài hạn chủ yếu phụ thuộc vào lượng hợp chất lưu huỳnh ở dạng aerosol đưa vào tầng cao của khí quyển tức tầng bình lưu. Khi đó lượng nhiệt từ mặt trời đưa tới tầng khí quyển thấp giảm, các hoạt động đối lưu thay đổi, ít mưa xảy ra, làm cho cần một thời gian dài để rửa các hạt ngưng tụ ra khỏi khu vực. Aerosol tầng bình lưu mát bề mặt và tầng đối lưu bằng cách phản chiếu bức xạ mặt trời, làm ấm tầng bình lưu bằng cách hấp thụ bức xạ mặt đất, và khi kết hợp với clo trong tầng bình lưu sẽ phá hủy tầng ôzôn là tác nhân vốn tác động làm ấm lên phần tầng bình lưu thấp hơn. Sự thay đổi ấm và làm mát không khí dẫn đến thay đổi trong lưu thông ở tầng đối lưu và tầng bình lưu.

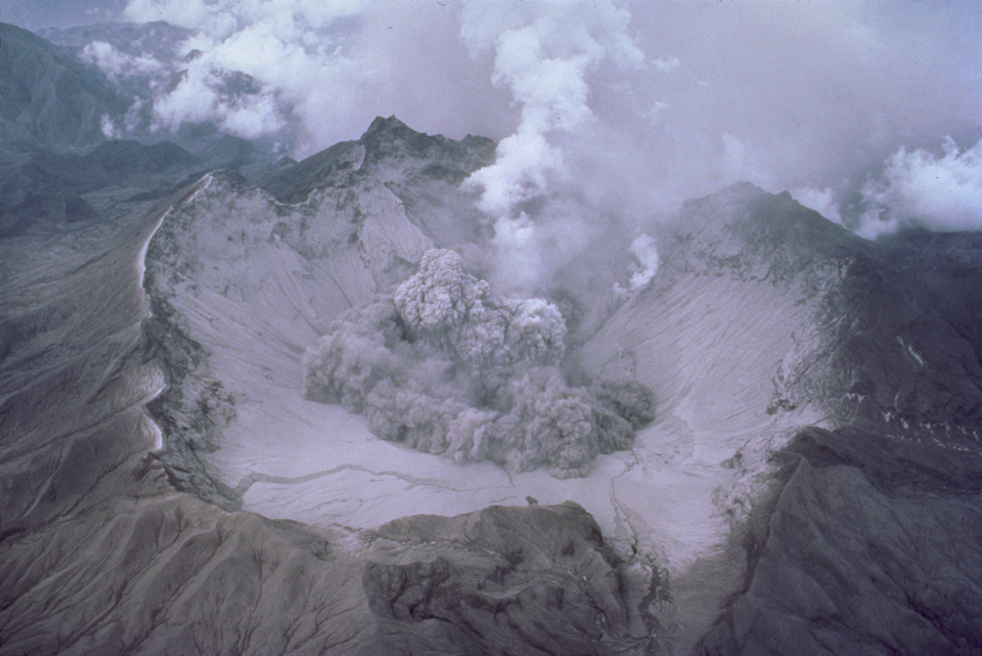
Núi Pinatubo trước phun trào, 1991.

## Ví dụ trong lịch sử
Những tác động của các vụ phun trào núi lửa gây ra mùa đông gần đây thì có quy mô khiêm tốn, nhưng có ý nghĩa trong lịch sử.
Gần đây nhất là năm 1991 núi Pinatubo, một núi lửa dạng tầng ở Philippines, bùng nổ và làm giảm nhiệt độ toàn cầu trong khoảng 2-3 năm .
Năm 1883, vụ nổ của núi lửa Krakatoa (Krakatau) gây ra tình trạng giống như mùa đông núi lửa. Sự lạnh bất thường kéo dài 4 năm sau vụ nổ, và mùa đông năm 1887-1888 xảy ra những trận bão tuyết mạnh . Tuyết rơi kỷ lục đã được ghi nhận trên toàn thế giới.
Năm 1815 phun trào của núi Tambora, một núi lửa dạng tầng ở Indonesia, gây ra sương giá giữa mùa hè ở tiểu bang New York, và tuyết rơi tháng Sáu tại New England, Newfoundland và Labrador, dẫn đến năm 1816 được biết đến là "Năm không có mùa hè" .
Một bài báo của Benjamin Franklin năm 1783 quy nguyên nhân gây ra mùa hè mát mẻ bất thường năm đó cho bụi từ núi lửa Laki Iceland, đã phun lượng rất lớn dioxide lưu huỳnh. Nó dẫn đến cái chết của nhiều gia súc ở Iceland và kế tiếp là nạn đói thảm khốc giết chết một phần tư dân số Iceland. Nhiệt độ Bắc bán cầu đã giảm khoảng 1 °C trong năm sau vụ phun trào Laki.
Năm 1600, núi Huaynaputina ở Peru phun trào. Các nghiên cứu vòng cây cho thấy nó đã làm năm 1601 lạnh hơn. Năm 1600-1602 tại trung và đông Âu có mùa đông cực lạnh. Nước Nga có nạn đói tồi tệ nhất trong 1601-1603. Năm 1601 tại Pháp, Đức và Peru thì mất mùa nho, sản xuất rượu vang sụp đổ. Các cây đào nở muộn ở Trung Quốc, và hồ Suwa ở Nhật Bản thì đóng băng sớm .
Những thay đổi khí hậu trước thế kỷ 15 thì chưa được làm rõ hoàn toàn, các vụ phun trào núi lửa được đề xuất như là nguyên nhân có thể .
Vào năm 1452 hoặc 1453, vụ phun trào núi lửa ngầm Kuwae ở Vanuatu gây ra thay đổi khí hậu năm 1453 trên toàn thế giới.
Nạn đói lớn châu Âu 1315-17 (Great Famine of 1315–17) có thể liên quan đến sự kiện núi lửa, có thể là núi Tarawera ở New Zealand, phun trào kéo dài khoảng năm năm .
Các sự kiện thời tiết khắc nghiệt năm 535-536 có nhiều khả năng liên quan đến vụ phun trào núi lửa. Những lời giải thích mới nhất đưa ra giả thuyết là "phun trào Tierra Blanca Joven" (TBJ) của núi lửa Ilopango ở vùng trung El Salvador . Ý kiến khác thì cho rằng do phun trào của núi Krakatau ở Indonesia, hoặc của núi Tavurvur ở Papua New Guinea.
Một giả thuyết mùa đông núi lửa xảy ra vào thời kỳ khoảng 73-71 Ka BP sau vụ siêu phun trào Toba trên đảo Sumatra ở Indonesia (theo kết quả định tuổi bằng đồng vị phóng xạ 40Ar/39Ar của Michael Storey et al. thì thời gian xảy ra sự kiện phun trào là 73,88 ± 0,32 Ka BP ). Trong 6 năm kế tiếp lượng điôxit lưu huỳnh phun ra lắng xuống, dẫn đến trong 1.000 năm sau đó rừng trong khu vực Đông Nam Á bị tàn phá đáng kể và làm nhiệt độ toàn cầu giảm 1 °C . Một số nhà khoa học còn đưa ra giả thuyết là phun trào đã gây ra ngay lập tức khí hậu băng giá, làm tăng tốc thời kỳ băng hà lục địa đang diễn ra, gây ra suy giảm lớn dân số nhiều loài động vật và con người. Những người khác phản đối thì cho rằng ảnh hưởng vụ phun trào đến khí hậu đã quá yếu để ảnh hưởng đến quần thể người cổ xưa với mức độ như nêu ra , và điều này dường như được ủng hộ từ những bằng chứng mới thu được ở trầm tích hồ Malawi năm 2013 

## Tác động đến sự sống
Theo một số nhà nghiên cứu thì mùa đông núi lửa là nguyên nhân của cổ chai dân số, sự kiện giảm mạnh về số lượng cá thể của các loài nào đó.
Sự che khuất ánh nắng mặt trời và giảm nhiệt độ ở vùng mặt đất/mặt nước trước hết và tất yếu tác động đến thực vật, làm giảm quang hợp và sự phát triển của chúng. Nguồn thức ăn cho nhiều loài động vật suy giảm, dẫn đến một phần động vật bị chết đói.
Ngay tiếp sau đó là một khoảng thời gian phân tán di truyền lớn (sự khác biệt di truyền) trong số cá thể sống sót. Sự kiện như vậy có thể làm giảm các quần thể đến "mức đủ thấp để sự tiến hóa thay đổi, mà nó thường xảy ra nhanh hơn nhiều trong các quần thể nhỏ, để tạo sự khác biệt quần thể nhanh chóng" .
Với nút cổ chai liên quan đến siêu phun trào Toba, sự thu hẹp bộ gen quan sát thấy ở nhiều loài, trong đó loài người chỉ còn chừng từ 15.000 đến 40.000 cá thể, hoặc thậm còn chí ít hơn . Một số bằng chứng thu được cũng cho thấy cổ chai di truyền xảy ra ở các loài thú sau vụ phun trào Toba. Đó là quần thể tinh tinh Đông Phi (chimpanzee) , đười ươi Borneo (orangutan) , khỉ Rhesus trung Ấn Độ (Macaca mulatta) , báo cheetah, hổ , và sự phân dị các gen hạt nhân của khỉ đột ở đồng bằng phía đông với phía tây châu Phi . Những loài thú này đã phục hồi từ những con số cá thể rất thấp vào hồi 70-55 Ka BP.